# Dmitrij Popko
Dmitrij Evgen'evič Popko, accreditato dall'ATP con la traslitterazione anglosassone Dmitry Popko (in russo Дмитрий Евгеньевич Попко?; San Pietroburgo, 24 ottobre 1996), è un tennista russo naturalizzato kazako.
Il suo miglior ranking ATP è stato il 159º posto in singolare raggiunto nell'aprile 2025. Attivo soprattutto nei circuiti minori, vanta qualche titolo nell'ATP Challenger Tour e diversi altri nel circuito ITF.

## Carriera
Fa il suo esordio tra i professionisti nel circuito ITF nel 2011 e l'anno successivo comincia a giocare in pianta stabile. Nel luglio 2013 gioca il primo incontro nel tabellone principale di un torneo Challenger. Nel giugno 2014 alza il primo trofeo da professionista vincendo il torneo di doppio ITF Hungary F2. Disputa e perde la prima finale ITF in singolare nel novembre 2014 al Turkey F39 e vince il primo titolo al Romania F3 nel maggio 2015. Nel maggio 2016 perde nel torneo di doppio a Karshi la sua prima finale in un torneo Challenger.
Esordisce nella squadra kazaka di Coppa Davis nell'aprile 2017 in occasione della sfida vinta 4-1 contro la Cina e si impone in entrambi i singolari. Nel maggio 2019 raggiunge la prima finale Challenger in singolare a Shymkent e viene sconfitto al terzo set da Andrej Martin. Disputa il primo incontro nel circuito maggiore all'Astana Open nell'ottobre 2020. Dopo aver vinto in singolare 18 titoli nel circuito ITF, il 3 ottobre 2021 vince il suo primo torneo Challenger al Lisboa Belém Open di Lisbona battendo 6-2, 6-4 in finale Andrea Pellegrino, risultato con cui quello stesso mese si porta al 162º posto mondiale, nuovo best ranking.
Ha quindi inizio un lungo periodo negativo, gli unici risultati di rilievo in singolare del 2022 sono due semifinali Challenger, mentre nei tornei ATP non supera mai le qualificazioni e scende progressivamente nel ranking. A luglio vince a Malaga il primo titolo Challenger in doppio, in coppia con Altuğ Çelikbilek supera in finale Daniel Cukierman / Emilio Gómez. Inizia la stagione 2023 a fine marzo dopo che a febbraio era uscito dalla top 400; quell'anno vince tre titoli ITF in singolare e resta per alcune settimane fuori dalla top 500.
Nel gennaio 2024 perde la finale al Challenger Tenis Club Argentino. Nei due mesi successivi raggiunge sei finali ITF consecutive, ne vince quattro e una non viene disputata. A luglio perde la finale al Brașov Challenger e rientra nella top 200. Ne esce di nuovo nel gennaio 2025 e vi fa rientro in marzo dopo il successo nella finale del Challenger Morelia Open vinta in tre set contro James Duckworth. La settimana dopo perde la finale al Morelos Open contro Marc-Andrea Hüsler e sale alla 159ª posizione mondiale.

## Statistiche
Aggiornate al 7 aprile 2025.

### Tornei minori

#### Singolare

##### Vittorie (27)
| Legenda tornei minori |
| Challenger (2)        |
| ITF (25)              |

| N.  | Data             | Torneo                                 | Superficie  | Avversario in finale | Punteggio            |
| 1.  | 24 maggio 2015   | Romania F3, Bucarest                   | Terra rossa | Victor Crivoi        | 6-4, 7-6(1)          |
| 2.  | 14 giugno 2015   | Serbia F1, Belgrado                    | Terra rossa | Adrian Partl         | 6-3, 6-4             |
| 3.  | 23 agosto 2015   | Austria F8, Vogau                      | Terra rossa | Sebastian Ofner      | 6-0, 6-2             |
| 4.  | 18 ottobre 2015  | Kazakhstan F6, Şımkent                 | Terra rossa | Aleksandre Metreveli | 6-4, 2-0, rit.       |
| 5.  | 1º maggio 2016   | Kazakhstan F4, Şımkent                 | Terra rossa | Artem Smyrnov        | 6-3, 4-6, 6-3        |
| 6.  | 13 novembre 2016 | Turkey F45, Adalia                     | Cemento     | Altuğ Çelikbilek     | 6-2, 7-5             |
| 7.  | 20 novembre 2016 | Turkey F46, Adalia                     | Terra rossa | Victor Baluda        | walkover             |
| 8.  | 1º gennaio 2017  | Thailand F6, Hua Hin                   | Cemento     | Fabien Reboul        | 6-4, 6-2             |
| 9.  | 5 marzo 2017     | Turkey F8, Adalia                      | Cemento     | Anil Yuksel          | 6-1, 6-2             |
| 10. | 19 marzo 2017    | U.S.A. F10, Bakersfield                | Cemento     | Kimmer Coppejans     | 6-3, 7-6(6)          |
| 11. | 5 ottobre 2017   | Turkey F38, Adalia                     | Terra rossa | Dimitar Kuzmanov     | 7-5, 3-6, 6-3        |
| 12. | 3 febbraio 2019  | M25 Weston, Weston                     | Terra rossa | Alejandro Tabilo     | 6-2, 6-3             |
| 13. | 17 febbraio 2019 | M15 Antalya, Adalia                    | Terra rossa | Sebastian Korda      | 6-2, 6-3             |
| 14. | 3 marzo 2019     | M15 Antalya, Adalia                    | Terra rossa | Sebastian Korda      | 5-7, 7-5, 7-5        |
| 15. | 18 marzo 2019    | M15 Antalya, Adalia                    | Terra rossa | Pietro Rondoni       | 5-7, 6-4, 6-1        |
| 16. | 14 marzo 2019    | M15 Sunrise, Sunrise                   | Terra rossa | Sebastian Korda      | 6-3, 3-6, 6-4        |
| 17. | 21 aprile 2019   | M15 Orange Park, Orange Park           | Terra rossa | Agustín Velotti      | 6-0, 5-7, 6-3        |
| 18. | 5 maggio 2019    | M25 Vero Beach, Vero Beach             | Terra rossa | Sekou Bangoura       | 6-1, 7-6(1)          |
| 19. | 3 ottobre 2021   | Lisboa Belém Open, Lisbona             | Terra rossa | Andrea Pellegrino    | 6-2, 6-4             |
| 20. | 21 maggio 2023   | M25 Pensacola, Pensacola               | Terra       | Aidan Kim            | 6-1, 6-4             |
| 21. | 10 dicembre 2023 | M15 Antalya, Adalia                    | Terra       | Sergey Fomin         | 6-4, 3-6, 6-2        |
| 22. | 24 dicembre 2023 | M15 Antalya, Adalia                    | Terra       | Max Alcala Gurri     | 6-4, 7-5             |
| 23. | 11 febbraio 2024 | M15 Sunrise, Sunrise                   | Terra       | Alex Rybakov         | 7-5, 6-2             |
| 24. | 18 febbraio 2024 | M15 Palm Coast, Palm Coast             | Terra       | Andres Andrade       | 7-5, 16, 7-5         |
| 25. | 25 febbraio 2024 | M25 Naples, Naples                     | Terra       | Andres Andrade       | 3-6, 7-6(4), 6-4     |
| ND. | 3 marzo 2024     | M25 Tucuman, Tucuman                   | Terra       | Pedro Sakamoto       | Finale non disputata |
| 26. | 17 marzo 2024    | M25 Feira de Santana, Feira de Santana | Cemento     | Harrison Adams       | 6-4, 6-4             |
| 27. | 30 marzo 2025    | Morelia Open, Morelia                  | Terra rossa | James Duckworth      | 1-6, 6-2, 6-4        |

##### Finali perse (12)
| Legenda tornei minori |
| Challenger (4)        |
| ITF (8)               |

| N.  | Data             | Torneo                                        | Superficie  | Avversario in finale | Punteggio        |
| 1.  | 9 novembre 2014  | Turkey F39, Adalia                            | Cemento     | Cem İlkel            | 3-6, 1-6         |
| 2.  | 10 maggio 2015   | Romania F1, Galati                            | Terra rossa | Alexander Lazov      | 6-4, 5-7, 4-6    |
| 3.  | 17 maggio 2015   | Romania F2, Galati                            | Terra rossa | Maxim Dubarenco      | 6(5)-7, 3-6      |
| 4.  | 5 luglio 2015    | Austria F2, Seefeld in Tirol                  | Terra rossa | Andrea Basso         | 2-6, 6-4, 4-6    |
| 5.  | 1º novembre 2015 | Tunisia F29, El Kantaoui                      | Cemento     | David Perez Sanz     | 6-3, 6(4)-7, 4-6 |
| 6.  | 23 aprile 2017   | Uzbekistan F1, Bukhara                        | Cemento     | Jahor Herasimaŭ      | 1-6, 5-7         |
| 7.  | 10 marzo 2019    | M15 Antalya, Adalia                           | Terra rossa | Ivan Nedelko         | 4-6, 7-5, 2-6    |
| 8.  | 12 maggio 2019   | Shymkent Challenger, Şımkent                  | Terra rossa | Andrej Martin        | 7-5, 4-6, 4-6    |
| 9.  | 15 agosto 2021   | TK Sparta Praga Challenger, Praga             | Terra rossa | Dalibor Svrčina      | 0-6, 5-7         |
| 10. | 14 gennaio 2024  | Challenger Tenis Club Argentino, Buenos Aires | Terra rossa | Gonzalo Bueno        | 4-6, 6-2, 6(4)-7 |
| 11. | 10 marzo 2024    | M25 Recife, Recife                            | Terra       | Juan Pablo Ficovich  | 4-6, 7-6, 3-6    |
| 12. | 7 luglio 2024    | Brașov Challenger, Brașov                     | Terra rossa | Murkel Dellien       | 3-6, 5-7         |
| 13. | 6 aprile 2025    | Morelos Open, Cuernavaca                      | Cemento     | Marc-Andrea Hüsler   | 4-6, 6-3, 4-6    |

#### Doppio

##### Vittorie (6)
| Legenda tornei minori |
| Challenger (1)        |
| ITF (5)               |

| N. | Data             | Torneo              | Superficie  | Compagno              | Avversari in finale                        | Punteggio           |
| 1. | 14 giugno 2014   | Hungary F2, Siófok  | Terra rossa | Kirill Dmitriev       | Isak Arvidsson Robin Olin                  | 6-2, 4-6, [15-13]   |
| 2. | 13 giugno 2015   | Serbia F1, Belgrado | Terra rossa | Kirill Dmitriev       | Denis Bejtulahi Viktor Filipenkó           | 6-2, 3-6, [10-6]    |
| 3. | 5 novembre 2016  | Turkey F44, Adalia  | Cemento     | Bogdan Bobrov         | Maxim Ratniuk Volodymyr Uzhylovskyi        | 6(4)-7, 6-0, [10-7] |
| 4. | 14 ottobre 2017  | Turkey F38, Adalia  | Terra rossa | Nikola Ćaćić          | Peter Torebko Jeroen Vanneste              | 6-1, 6-4            |
| 5. | 16 febbraio 2019 | M15 Adalia          | Terra rossa | Riccardo Bellotti     | Hernan Casanova Tomas Lipovsek Puches      | 6-4, 7-6(3)         |
| 6. | 2 luglio 2022    | Málaga Open, Malaga | Cemento     | Altuğ Çelikbilek      | Daniel Cukierman Emilio Gómez              | 6(4)-7, 6-4, [10-6] |
| 7. | 9 marzo 2024     | M25 Recife, Recife  | Terra       | Daniel Dutra da Silva | Luis Britto Paulo Andre Saraiva Dos Santos | 6-3, 6-4            |

##### Finali perse (6)
| Legenda tornei minori |
| Challenger (2)        |
| ITF (4)               |

| N. | Data             | Torneo                    | Superficie  | Compagno                 | Avversari in finale                       | Punteggio         |
| 1. | 9 agosto 2014    | Austria F6, Wels          | Terra rossa | Kirill Dmitriev          | Pascal Brunner Dennis Novak               | 4-6, 3-6          |
| 2. | 23 agosto 2014   | Austria F8, Vogau         | Terra rossa | Tristan-Samuel Weissborn | Pascal Brunner Thomas Statzberger         | 6-2, 1-6, [10-12] |
| 3. | 18 aprile 2015   | Qatar F3, Doha            | Cemento     | Kirill Dmitriev          | Scott Clayton James Marsalek              | 3-6, 2-6          |
| 4. | 6 maggio 2016    | Karshi Challenger, Karshi | Cemento     | Aleksandre Metreveli     | Enrique López-Pérez Jeevan Nedunchezhiyan | 1-6, 4-6          |
| 5. | 11 giugno 2016   | Moskow Challenger, Mosca  | Terra rossa | Aleksandre Metreveli     | Facundo Argüello Roberto Maytín           | 2-6, 5-7          |
| 6. | 12 novembre 2016 | Turkey F45, Adalia        | Cemento     | Volodymyr Uzhylovskyi    | Victor Baluda Alexander Pavlioutchenkov   | 3-6, 6(2)-7       |